# Houesville
Cet article possède un paronyme, voir Hiesville.
Houesville (prononcé [wɛːvil]) est une ancienne commune française du département de la Manche et la région Normandie, peuplée de 246 habitants.
Le 1er janvier 2016, Houesville fusionne avec les communes d'Angoville-au-Plain, Carentan et Saint-Côme-du-Mont pour former la commune nouvelle de Carentan-les-Marais.

## Géographie
La commune est au sud-est de la péninsule du Cotentin. Son bourg est à 6,5 km au nord de Carentan et à 7,5 km au sud de Sainte-Mère-Église.
| Liesville-sur-Douve, Blosville | Blosville          | Angoville-au-Plain |
| Liesville-sur-Douve            | Houesville         | Angoville-au-Plain |
| Liesville-sur-Douve, Appeville | Saint-Côme-du-Mont | Saint-Côme-du-Mont |

## Toponymie
Le nom de la localité est attesté sous les formes Hoivilla en 1080, Hoyvilla sans date, Huivilla en 1136, Hoesville en 1461.
Il serait issu de l'anthroponyme norrois Hofi, et de l'ancien français ville dans son sens originel de « domaine rural » issu du latin villa rustica.
Le gentilé est Houesvillais.

## Histoire
En 1527, les frères Gautier et Ravend de Varroc, d'Airel, fils de Girard, anoblis aux francs-fiefs comme tenant du fief de Houesville, furent maintenus nobles.
Le 11 juin 1562, le seigneur d'Houesville fut massacré au manoir du Quesnay à Valognes par les protestants, en même temps que le seigneur de Cosqueville et d'un bourgeois du nom de Jean Guiffard qui fut « embroché ».

## Politique et administration
| Période                                  | Période  | Identité                     | Étiquette | Qualité |
| ---------------------------------------- | -------- | ---------------------------- | --------- | ------- |
| Les données manquantes sont à compléter. |          |                              |           |         |
| 1800                                     | 1831     | Alfred Frigoult de Liesville |           |         |
| Les données manquantes sont à compléter. |          |                              |           |         |
| 1970                                     | 1989     | Jean-Yves Lecuyer            |           |         |
| 1989                                     | En cours | Raymond Brotin               | SE        |         |

Le conseil municipal était composé de onze membres dont le maire et deux adjoints.

## Démographie
En 2021, la commune comptait 246 habitants. Depuis 2004, les enquêtes de recensement dans les communes de moins de 10 000 habitants ont lieu tous les cinq ans (en 2004, 2009, 2014, etc. pour Houesville) et les chiffres de population municipale légale des autres années sont des estimations.
Houesville a compté jusqu'à 386 habitants en 1836.
| 1793 | 1800 | 1806 | 1821 | 1831 | 1836 | 1841 | 1846 | 1851 |
| ---- | ---- | ---- | ---- | ---- | ---- | ---- | ---- | ---- |
| 340  | 307  | 384  | 375  | 381  | 386  | 379  | 369  | 334  |

| 1856 | 1861 | 1866 | 1872 | 1876 | 1881 | 1886 | 1891 | 1896 |
| ---- | ---- | ---- | ---- | ---- | ---- | ---- | ---- | ---- |
| 313  | 327  | 340  | 345  | 357  | 377  | 352  | 370  | 318  |

| 1901 | 1906 | 1911 | 1921 | 1926 | 1931 | 1936 | 1946 | 1954 |
| ---- | ---- | ---- | ---- | ---- | ---- | ---- | ---- | ---- |
| 319  | 322  | 298  | 278  | 302  | 260  | 238  | 270  | 346  |

| 1962 | 1968 | 1975 | 1982 | 1990 | 1999 | 2004 | 2009 | 2014 |
| ---- | ---- | ---- | ---- | ---- | ---- | ---- | ---- | ---- |
| 304  | 293  | 232  | 187  | 201  | 224  | 227  | 303  | 324  |

| 2018 | - | - | - | - | - | - | - | - |
| ---- | - | - | - | - | - | - | - | - |
| 286  | - | - | - | - | - | - | - | - |

## Économie
La commune se situe dans la zone géographique des appellations d'origine protégée (AOP) Beurre d'Isigny et Crème d'Isigny.

## Culture locale et patrimoine

### Lieux et monuments
- Église Saint-Brice et Saint-Gilles des XVIe – XIXe siècles inscrite à l'Inventaire général du patrimoine culturel[16], avec un cadran solaire du XVIIe, une croix de faitage du XVe, fenêtres du XVIe siècle et restaurations en 1791, comme l'indique une date sur le portail d'entrée.

Elle abrite un maître-autel des XVIIIe – XIXe siècles classé en 1978 au titre objet aux monuments historiques, des fonts baptismaux du XVIIe et une verrièredes XIXe – XXe siècles.
- Château du Vivier des XVIIIe – XIXe siècles inscrit à l'IGPC[18], avec haras, écurie et pistes d'entrainement de trotteurs. Le domaine abrite un élevage de chevaux[19] où sont nés Upsalin, Fakir, Hadol, Jet…
- La Cour d'Houesville des XVIIIe – XIXe siècles.
- Croix de chemin dite croix Clément du XVIe siècle, croix Paon du XIXe siècle, croix de cimetière du XIXe siècle.
- Vieux puits en calcaire du Plain aux Quesnils.

### Personnalités liées à la commune
- Joseph Tardif (1855-1923), archiviste, paléographe et avocat à la cour d'appel de Paris, né à Houesville.

### Héraldique
| Blason de Houesville | Blason  | D'azur aux trois pommes tigées et feuillées d'or, au chef cousu de gueules chargé de deux léopards affrontés aussi d'or armés et lampassés du champ. |
| Blason de Houesville | Détails | Les deux léopards d'or sur champ de gueules rappellent les armoiries de la Normandie. Ce blason est emprunté aux armoiries de la famille Le Sauvage, anciens seigneurs de Houesville et de Caudard. Création de Michel Hersent. Adoptée par le conseil municipal le 4 novembre 1997. |